# The Cycles: International Grand Prix Racing
The Cycles: International Grand Prix Racing est un jeu vidéo de course de moto développé par Distinctive Software et édité par Accolade, sorti en 1989 sur DOS, Amiga, Amstrad CPC, Commodore 64 et ZX Spectrum.

## Accueil
- ACE : 773/1000 (DOS)[1]